# Porcellium balkanicum
Porcellium balkanicum là một loài chân đều trong họ Trachelipodidae. Loài này được Verhoeff miêu tả khoa học năm 1936.